# Imagine (video de Gal Gadot)
El 18 de marzo de 2020, la actriz israelí Gal Gadot publicó un video en Instagram de ella y un supergrupo de amigos famosos, cantando una interpretación de la canción «Imagine» de John Lennon, que pretendía levantar la moral frente a la pandemia de COVID-19.

## Orígenes
Gadot organizó el video con la ayuda de Kristen Wiig. «Kristen es como la alcaldesa de Hollywood», dijo Gadot a Vanity Fair. «Todos la aman, y ella trajo a un montón de gente al juego. Pero sí, lo empecé, y solo puedo decir que tenía la intención de hacer algo bueno y puro...»
«La pandemia estuvo en Europa e Israel antes de que llegara aquí (a Estados Unidos) de la misma manera. Estaba viendo hacia dónde se dirigía todo esto». Así que le dijo a Wiig: «Escucha, quiero hacer esto».
«Hey guys, Day 6 in self-quarantine, and I gotta say the past few days got me feeling a bit philosophical» («Hola chicos, día 6 en autocuarentena, y debo decir que los últimos días me hicieron sentir un poco filosófica»), explica Gadot en la introducción del video. «You know this virus has affected the entire world, everyone. Doesn't matter who you are, where you're from, we're all in this together» («Saben que este virus ha afectado a todo el mundo, a todos. No importa quién seas, de dónde seas, todos estamos juntos en esto»).
Gadot dijo que se inspiró para hacer el video después de ver a un hombre de Italia tocar «Imagine» con su saxofón desde su balcón. «Me encontré con este video de este chico italiano tocando la trompeta en su balcón a todas las demás personas que estaban encerradas en sus casas, y él estaba tocando 'Imagine', y había algo tan poderoso y puro en este video...».

## Participantes
- Gal Gadot
- Kristen Wiig
- Jamie Dornan
- Labrinth
- James Marsden
- Sarah Silverman
- Eddie Benjamin
- Jimmy Fallon
- Natalie Portman
- Zoë Kravitz
- Sia
- Lynda Carter
- Amy Adams
- Leslie Odom Jr.
- Pedro Pascal
- Chris O'Dowd
- Dawn O'Porter
- Will Ferrell
- Mark Ruffalo
- Norah Jones
- Ashley Benson
- Kaia Gerber
- Cara Delevingne
- Annie Mumolo
- Maya Rudolph

## Recepción y parodias
El video fue criticado casi universalmente, y los críticos lo descartaron como una respuesta ineficaz, fuera de tacto y «vergonzosa» a la pandemia; Jon Caramanica de The New York Times lo llamó «un gesto vacío y profundamente incómodo». Gadot luego reconoció que el video no obtuvo la reacción positiva que se pretendía, pero no se disculpó al explicar el pensamiento detrás de él. Gadot reconoció que el video terminó siendo de «mal gusto», pero aun así sostuvo que fue hecho con «intenciones puras».
El video fue parodiado por el comediante Zack Fox, cuya versión se basó en la canción «Slob on My Nob» de Tear Da Club Up Thugs. La versión de Fox contó con la participación de Eric André, Thundercat, 6lack, Quinta Brunson, Langston Kerman y Chuck Inglish, entre otros. El músico experimental Lingua Ignota también remezcló el audio de la versión de Gadot en una canción de muro de ruido duro titulada «Above Us Only Sky».
El cantautor estadounidense John Mayer también parodió el video. Mayer insertó clips de sí mismo cantando «Imagine» de Ariana Grande en el video original de Gadot.
El video también fue parodiado en la serie The Boys, en la escena de apertura del episodio «Herogasm» en el que el personaje de The Deep, una parodia de Aquaman (en lugar de Queen Maeve, la parodia del programa de Mujer Maravilla - personaje que fue interpretado por Gadot) refleja los comentarios de Gadot sobre sentirse filosófico antes de comenzar a cantar «Imagine», seguido de celebridades como Patton Oswalt, Mila Kunis, Ashton Kutcher, Rose Byrne, Kumail Nanjiani, Josh Gad y otros cantando individualmente una línea de la canción cada uno.